# Chinolizidine
Chinolizidine is een heterocyclische organische verbinding met als brutoformule C9H17N. De structuur bestaat uit twee gefuseerde cyclohexaanmoleculen, waarbij op de ringverknoping een stikstofatoom staat. Chinolizidine vormt de basisstructuur voor verschillende alkaloïden, zoals cytisine en sparteïne.
De eetbare wortel van de Gele plomp bevat de stof nupharine, een giftige stof die teniet wordt gedaan door de wortel goed te koken.